# أغسطس فان هورن إليس
أغسطس فان هورن إليس (بالإنجليزية: Augustus van Horne Ellis)‏ هو محامي أمريكي، ولد في 1 مايو 1827 في نيويورك في الولايات المتحدة، وتوفي في 2 يوليو 1863 في جيتيسبيرغ في الولايات المتحدة.